# Pseudocercospora varia
Pseudocercospora varia är en svampart som först beskrevs av Peck, och fick sitt nu gällande namn av J.K. Bai & M.Y. Cheng 1992. Pseudocercospora varia ingår i släktet Pseudocercospora och familjen Mycosphaerellaceae.   Inga underarter finns listade i Catalogue of Life.